# Stanislaw Jurjewitsch Markelow
Stanislaw Jurjewitsch Markelow (russisch Станислав Юрьевич Маркелов; * 20. Mai 1974 in Moskau; † 19. Januar 2009 ebenda) war ein russischer Jurist.

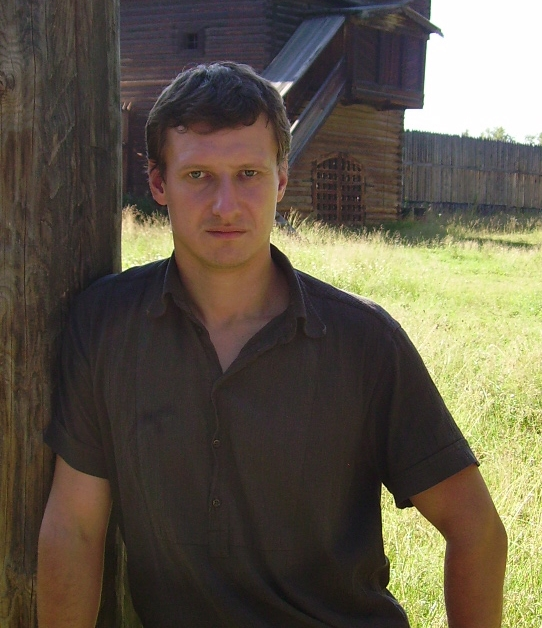
Stanislaw Markelow (2008)

## Leben
Stanislaw Markelow kritisierte die „Degradierung des Rechtssystems“ in Russland und gründete die Nichtregierungsorganisation „Institut für die Vorherrschaft des Rechts“. Zudem vertrat er russische Bürger nicht nur vor russischen Gerichten, sondern auch vor dem Europäischen Gerichtshof für Menschenrechte in Straßburg. Sich selbst ortete er politisch als Sozialdemokraten in der Tradition von Julius Martow ein und kooperierte in seiner politischen Arbeit mit Angehörigen verschiedener linker Organisationen und Strömungen.
Er ist unter anderem als Rechtsbeistand der regierungskritischen Journalistin Anna Politkowskaja (ermordet 2006) bekannt geworden. Politkowskaja lobte Markelow als „ersten Anwalt, der in Tschetschenien arbeitet und dort die Rechte der Einwohner schützt“. So hatte er auch die Angehörigen des tschetschenischen Studenten Selimchan Murdalow im Verfahren gegen Sergej Lapin von der polizeilichen Sondereinsatztruppe OMON vertreten (Murdalow war im Januar 2001 von russischen OMON-Angehörigen in Grosny verhaftet worden und anschließend zu Tode gefoltert worden). Vermutlich im Zusammenhang mit diesem Verfahren wurde Markelow im April 2004 in der Moskauer U-Bahn zusammengeschlagen.
Markelow war aber auch als Anwalt des Chefredakteurs der Chimkinskaja Prawda Michail Beketow aufgetreten, der im November 2008 im eigenen Garten ins Koma geprügelt worden war. Und er setzte sich gegen die Freilassung des russischen Armee-Obersten Juri Budanow ein, der wegen Mordes an einer Tschetschenin zu zehn Jahren Haft verurteilt worden war und am 15. Januar 2009 vorzeitig aus der Haft entlassen wurde.
Wegen seines Einsatzes im Fall Budanow erhielt Markelow Morddrohungen. Am 19. Januar 2009, nachdem er an einer Pressekonferenz angekündigt hatte, gegen die Haftentlassung Budanows vorzugehen, wurde Markelow mitten in der Moskauer Innenstadt auf offener Straße erschossen. Bei dem Anschlag kam auch Anastassija Baburowa, eine Journalistin der Nowaja gaseta, ums Leben.

### Reaktionen auf das Attentat
In Moskau, Sankt Petersburg und der tschetschenischen Hauptstadt Grosny gingen am Tag nach dem Attentat viele Hundert Menschen auf die Straße, um der beiden Opfer zu gedenken. Der tschetschenische Präsident Ramsan Kadyrow verlieh dem ermordeten Anwalt postum den Verdienstorden der Republik Tschetschenien.
Der Präsident der Europäischen Kommission, José Manuel Barroso, ließ über einen Sprecher verlauten, die EU-Kommission sei schockiert über diesen Vorfall. „Menschen, die sich für die Menschenrechte engagieren, Journalistinnen und Journalisten, die kritisch berichten, müssen das in Sicherheit und ohne Gefahr für Leib und Leben tun können.“ Deswegen erwarte die EU-Kommission die unverzügliche Aufklärung solcher Verbrechen. Human Rights Watch und Amnesty International forderten die russischen Behörden ebenfalls auf, die Tat und ihre Hintergründe unverzüglich und unparteiisch zu untersuchen.

### Untersuchung des Mordes
Am 5. November 2009 vermeldete die russische Zeitung Kommersant unter Berufung auf Sicherheitskräfte die Festnahme zweier Tatverdächtiger. Es handle sich um einen jungen Mann und eine junge Frau, die einer nationalistischen Bewegung angehörten. Der mutmaßliche Mörder gestand die Tat wenig später: Laut seinem Anwalt hatte er Markelow aus persönlichen Gründen getötet; die Tat habe in keinem Zusammenhang mit der beruflichen Tätigkeit des Opfers gestanden.
Der Prozess gegen den zur Tatzeit 29-jährigen Nikita Tichonow und seine Partnerin Jewgenia Chassis vor dem Stadtgericht in Moskau begann im Februar 2011 und dauerte bis Ende April 2011; Tichonow erhielt eine lebenslange Haftstrafe wegen Mordes, Chassis 18 Jahre Haft wegen Beihilfe. Die Verteidigung kündigte Berufung an.
Ungeklärt blieb bei diesem ersten Prozess die Frage, ob es sich um einen Auftragsmord handelte. In der Urteilsverkündung hielten die Geschworenen fest, dass es weitere Komplizen gegeben haben könnte, diese aber nicht weiter verifizierbar seien.

## Werke
Posthum erschien die Textsammlung „Stanislaw Markelow. Niemand ausser mir“ mit Texten, Interviews und Vorträgen Markelows.

## Erinnerung
Ab dem ersten Jahr der Ermordung des Juristen fanden antifaschistische Erinnerungsmärsche statt, auch im Jahr 2019 für beide Getöteten.

## Filme
- Mord in Moskau. Wer erschoss Stanislaw Markelow? (WDR 2009) Film von Ina Ruck und Stephan Stuchlik, etwa 30 Min.
- Любите меня, пожалуйста (deutsch: Liebt mich, bitte, bei YouTube mit englischen Untertiteln), Russland 2010. Regie: Waleri Wasgenowitsch Balajan.